# Cleomenes ornatus
Cleomenes ornatus là một loài bọ cánh cứng trong họ Cerambycidae.